# Июль (разъезд)
Июль — остановочный пункт на 64 километре Воткинского направления Ижевского региона Горьковской железной дороги. Расположен на южной окраине села Июльское Воткинского района Удмуртской Республики, недалеко от одноимённой реки. Открыт в 1929 году, ранее являлся разъездом. У остановочного пункта от главного пути отходит подъездной путь к грузовой платформе.

## Движение поездов по станции
Пассажирские перевозки по разъезду Июль обслуживаются пригородной пассажирской компанией «Содружество». У платформы останавливаются пригородные поезда, следующие по маршруту Ижевск — Воткинск — Ижевск. Регулярность движения — 2 пары поездов в сутки. Время движения от Ижевского вокзала 49 — 52 минуты.